# Скерда
Ске́рда (лат. Crépis) — род, как правило, однолетних растений семейства Астровые (Asteraceae), встречающихся вокруг жилья у дорог, на опушках негустых лесов, на залежных землях и пустошах.

## Название
Родовое научное латинское название происходит от корня crepis в переводе с лат. — «башмак», и дано, вероятно, по сходству формы листьев некоторых видов с подошвой обуви.
Этимология русскоязычного родового названия не ясна. В словаре Даля сведений о происхождении не приводится, указанны только синонимы скрыпу́ха и диалектный вариант шкерда. Согласно словарю Анненкова созвучные названия растения встречаются в чешском (skarda, skerda) и сербском (skrda) языках.

## Характеристика рода

### Биологическое описание
Растения рода Скерда — однолетние, редко двулетние опушённые (иногда голые) травы с высотой стебля 5—150 см.
Цветки обычно жёлтого цвета, язычковые, обоеполые. Корзинки — крупные (мелкие), они собраны в щитковидное (или кистевидное) соцветие по 1—5 на стебле. Обёртка колокольчатая или цилиндрическая.

### Ареал
Главные области распространения находится в Европе, Азии, Северной Америке и Африке.

## Значение и применение
Растения этого рода являются кормом для многих животных.

## Классификация

### Таксономия[4]
Crepis L., 1753, Sp. Pl. : 805
Род Скерда относится к семейству Астровые (Asteraceae) порядка Астроцветные (Asterales). Кладограмма в соответствии с Системой APG IV:
|  |                                      |  |                                   |                                   |                    |  | ещё 10 семейств |               |               |                                                                                  |
|  |                                      |  |                                   |                                   |                    |  |                 |               |               | 243 подтвержденных и 191 в статусе "непроверенных" видов и инфравидовых таксонов |
|  |                                      |  |                                   | порядок Астроцветные              |                    |  |                 |               | род Скерда    |                                                                                  |
|  |                                      |  |                                   | порядок Астроцветные              |                    |  |                 |               | род Скерда    |                                                                                  |
|  | отдел Цветковые, или Покрытосеменные |  |                                   |                                   | семейство Астровые |  |                 |               |               |                                                                                  |
|  | отдел Цветковые, или Покрытосеменные |  |                                   |                                   |                    |  |                 |               |               |                                                                                  |
|  |                                      |  | ещё 63 порядка цветковых растений | ещё 63 порядка цветковых растений |                    |  |                 | ещё 1804 рода | ещё 1804 рода |                                                                                  |
|  |                                      |  |                                   | ещё 63 порядка цветковых растений |                    |  |                 |               | ещё 1804 рода |                                                                                  |

## Виды
Во флоре России произрастает около 15 видов, в среднерусском регионе — 7.
Некоторые из них:
- Crepis biennis L. typus — Скерда двулетняя
- Crepis chrysantha (Ledeb.) Turcz. — Скерда золотистая
- Crepis conyzifolia (Gouan) A.Kern. — Скерда конизилистная
- Crepis foetida L. — Скерда вонючая
- Crepis jacquinii Tausch — Скерда Жакена
- Crepis paludosa (L.) Moench — Скерда болотная
- Crepis praemorsa (L.) Tausch — Скерда обгрызенная, или Скерда тупоконечная, или Скерда тупокорневищная
- Crepis rubra L. — Скерда красная
- Crepis setosa Haller f. — Скерда щетинистая
- Crepis sibirica L. — Скерда сибирская
- Crepis tectorum L. — Скерда кровельная